# T. E. Srinivasan
Tirumalai Echambadi Srinivasan (26 de outubro de 1950 - 6 de dezembro de 2010) foi um jogador de críquete Indiaano. Ele faleceu devido a um câncer no cérebro.